# Gare de Raufoss
La gare de Raufoss est une gare ferroviaire de la Gjøvikbanen, située dans la commune de Vestre Toten. C'est le dernier arrêt avant l'arrivée à Gjøvik.

## Situation ferroviaire
Etablie à 317.4 m d'altitude, la gare est située à 111 km d'Oslo et à 12 km de Gjøvik.

## Histoire
La gare fut ouverte le 23 décembre 1901 sous le nom Raufossen avant de recevoir son nom actuel le 28 novembre 1902.

## Service des voyageurs

### Accueil
Il n'y a ni guichet ni automates mais une salle d'attente ouverte du 1er octobre au 1er mai, du lundi au samedi de 4h15 à 18h et le dimanche de 12h à 20h.

### Desserte
La gare est desservie par des trains régionaux en direction de Gjøvik et d'Oslo.

### Intermodalité
La gare a un parking d'environ 35 places et un parc à vélo. Un arrêt de bus se trouve à proximité de la gare ainsi qu'une station de taxi.